# Selezioni giovanili della nazionale femminile di pallacanestro della Lituania
Le selezioni giovanili della nazionale di pallacanestro femminile della Lituania sono gestite dalla Federazione cestistica della Lituania e partecipano ai tornei cestistici internazionali femminili per squadre nazionali, limitatamente a specifiche classi d'età.

## Under-20
Rappresenta le migliori giocatrici di nazionalità lituana di età non superiore ai 20 anni. Partecipa a tutte le manifestazioni internazionali giovanili di pallacanestro per nazioni gestite dalla FIBA.

### Partecipazioni
FIBA EuroBasket Under-20
- 2008 - 8°
- 2009 - 12°
- 2010 - 6°
- 2011 - 11°
- 2012 - 9°

- 2013 - 6°
- 2017 - 14°
- 2019 - 11°
- 2022 - 12°
- 2023 - 16°

## Under-19
Rappresenta le migliori giocatrici di nazionalità lituana di età non superiore ai 19 anni. Partecipa a tutte le manifestazioni internazionali giovanili di pallacanestro per nazioni gestite dalla FIBA.
Fino al 1991, le atlete lituane hanno militato nella nazionale di categoria sovietica

### Partecipazioni
Mondiali Under-19
- 2001 - 8°
- 2007 - 12°
- 2009 - 8°
- 2013 - 12°
- 2023 - 8°

 Lituania under 19 - Campionato mondiale femminile di pallacanestro Under-19 20014 Kavaliauskaitė, 5 Perednytė, 6 Vikšrytė, 7 Žygelytė, 8 Gricienė, 9 Bimbaitė, 10 Kižytė, 11 Marčauskaitė, 12 Šulčiūtė, 13 Valužytė, 14 Česnavičiūtė, 15 Gulbinaitė,        All. -
 Lituania under 19 - Campionato mondiale femminile di pallacanestro Under-19 20074 Vaščiūnaitė, 5 Solopova, 6 Bušaitė, 7 Miliauskaitė, 9 Mažeikaitė, 10 Pabrėžaitė, 11 Jasiunskaitė, 12 Povilionytė, 13 Rickevičiūtė, 14 Narvičiūtė, 15 Paugaitė,        All. -
 Lituania under 19 - Campionato mondiale femminile di pallacanestro Under-19 20094 Gutkauskaitė, 5 Solopova, 6 Visgaudaitė, 7 Pikčiūtė, 8 Šniokaitė, 9 Kvederavičiūtė, 10 Žintikaitė, 11 Paugaitė, 12 Mažionytė, 13 Malašauskė, 14 Šikšniūtė, 15 Alminaitė,        All. -
 Lituania under 19 - Campionato mondiale femminile di pallacanestro Under-19 20134 Kraujūnaitė, 5 Širšinaitytė, 6 Dobrovolskytė, 7 Vitunskaitė, 8 Mauraitė, 9 Tamašauskaitė, 10 Želnytė, 11 Kazlauskaitė, 12 Mizgerytė, 13 Belickaitė, 14 Matuzonytė, 15 Šarauskaitė,        All. Diljara Velišajeva

## Under-18
Rappresenta le migliori giocatrici di nazionalità lituana di età non superiore ai 18 anni. Partecipa a tutte le manifestazioni internazionali giovanili di pallacanestro per nazioni gestite dalla FIBA.
Agli inizi la denominazione originaria era Nazionale Cadette, in quanto la FIBA classificava le fasce di età sotto i 18 anni con la denominazione "cadette". Dal 2000, la FIBA ha modificato il tutto, equiparando sotto la dicitura "under 18" sia denominazione che fasce di età. Da allora la selezione ha preso il nome attuale.
Fino al 1991, le atlete lituane hanno militato nella nazionale di categoria sovietica

### Partecipazioni
Division A
- 1996 - 10°
- 2000 - 4°
- 2005 - 7°
- 2006 - 5°
- 2007 - 10°

- 2008 -  1°
- 2009 - 6°
- 2010 - 6°
- 2011 - 16°
- 2014 - 13°

- 2015 - 10°
- 2016 - 9°
- 2017 - 14°
- 2019 - 13°
- 2022 -  1°

- 2023 - 16°

Division B
- 2012 - 7°
- 2013 -  3°
- 2018 -  1°

## Under-16
Rappresenta le migliori giocatrici di nazionalità lituana di età non superiore ai 16 anni. Partecipa a tutte le manifestazioni internazionali giovanili di pallacanestro per nazioni gestite dalla FIBA.
Agli inizi la denominazione originaria era nazionale Allieve, in quanto la FIBA classificava le fasce di età sotto i 18 anni con la denominazione "allieve". Dal 2000, la FIBA ha modificato il tutto, equiparando sotto la dicitura "under 16" sia denominazione che fasce di età. Da allora la selezione ha preso il nome attuale.
Fino al 1991, le atlete lituane hanno militato nella nazionale di categoria sovietica

### Partecipazioni
Division A
- 1993 - 9°
- 2005 - 9°
- 2006 -  3°
- 2007 - 13°
- 2008 - 12°

- 2009 - 12°
- 2010 - 16°
- 2013 - 15°
- 2016 - 6°
- 2017 - 14°[1]

- 2018 - 11°
- 2019 -  2°
- 2022 - 15°

Division B
- 2004 -  1°
- 2011 - 5°
- 2012 -  1°
- 2014 - 9°
- 2015 -  1°

- 2023 - 7°